# Avions Voisin

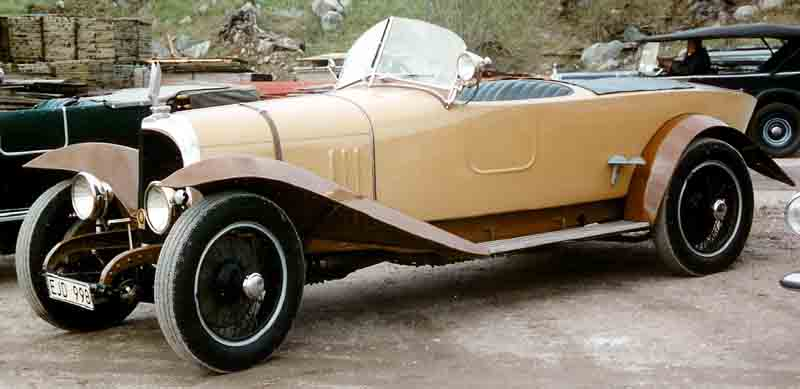
C5 (1924)

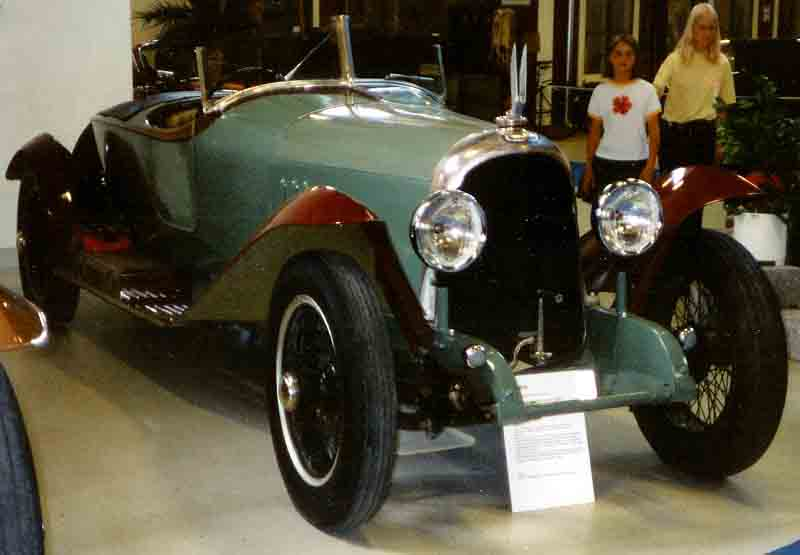
C5 (1924)

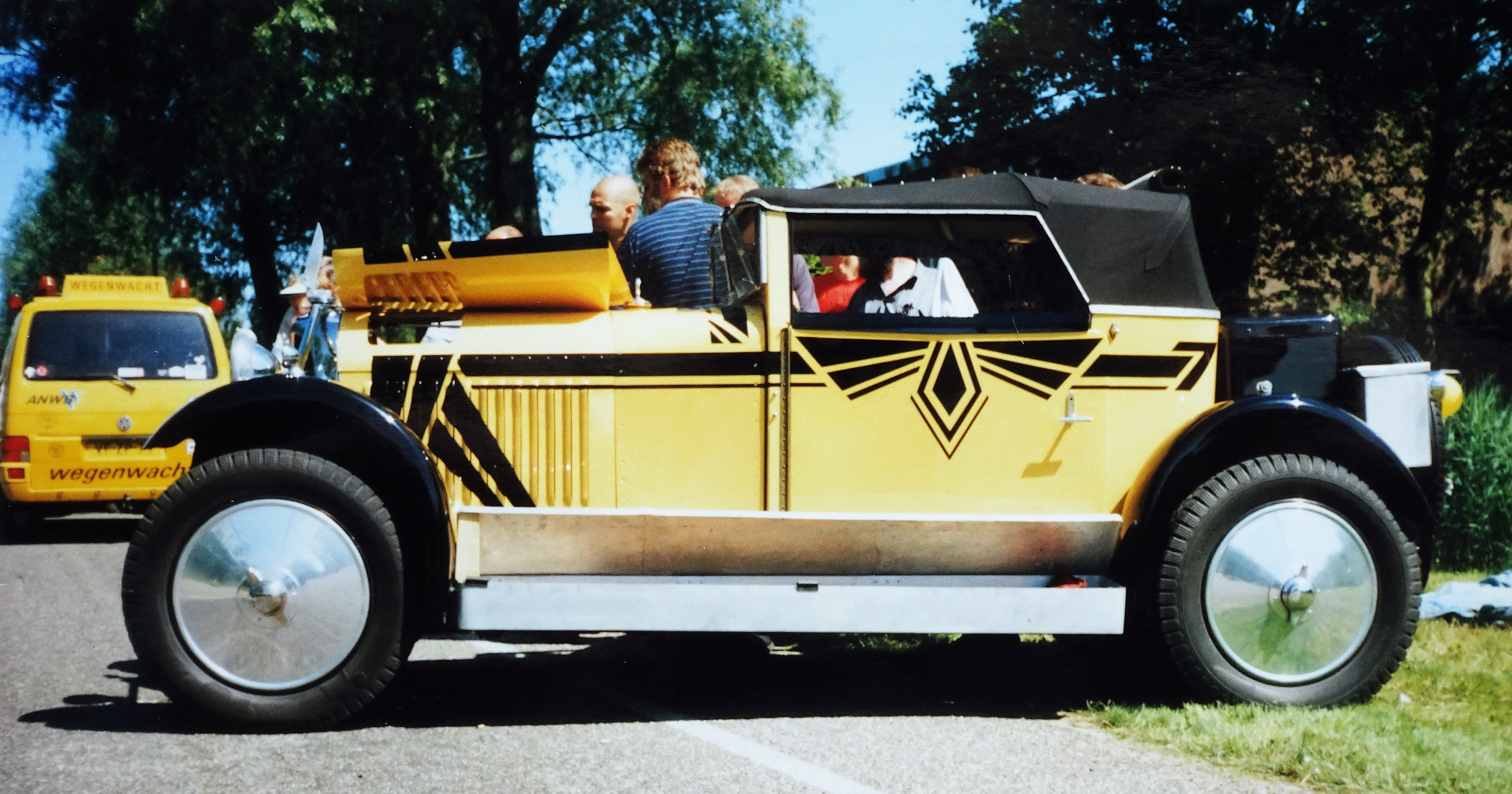
Avions Voisin C15

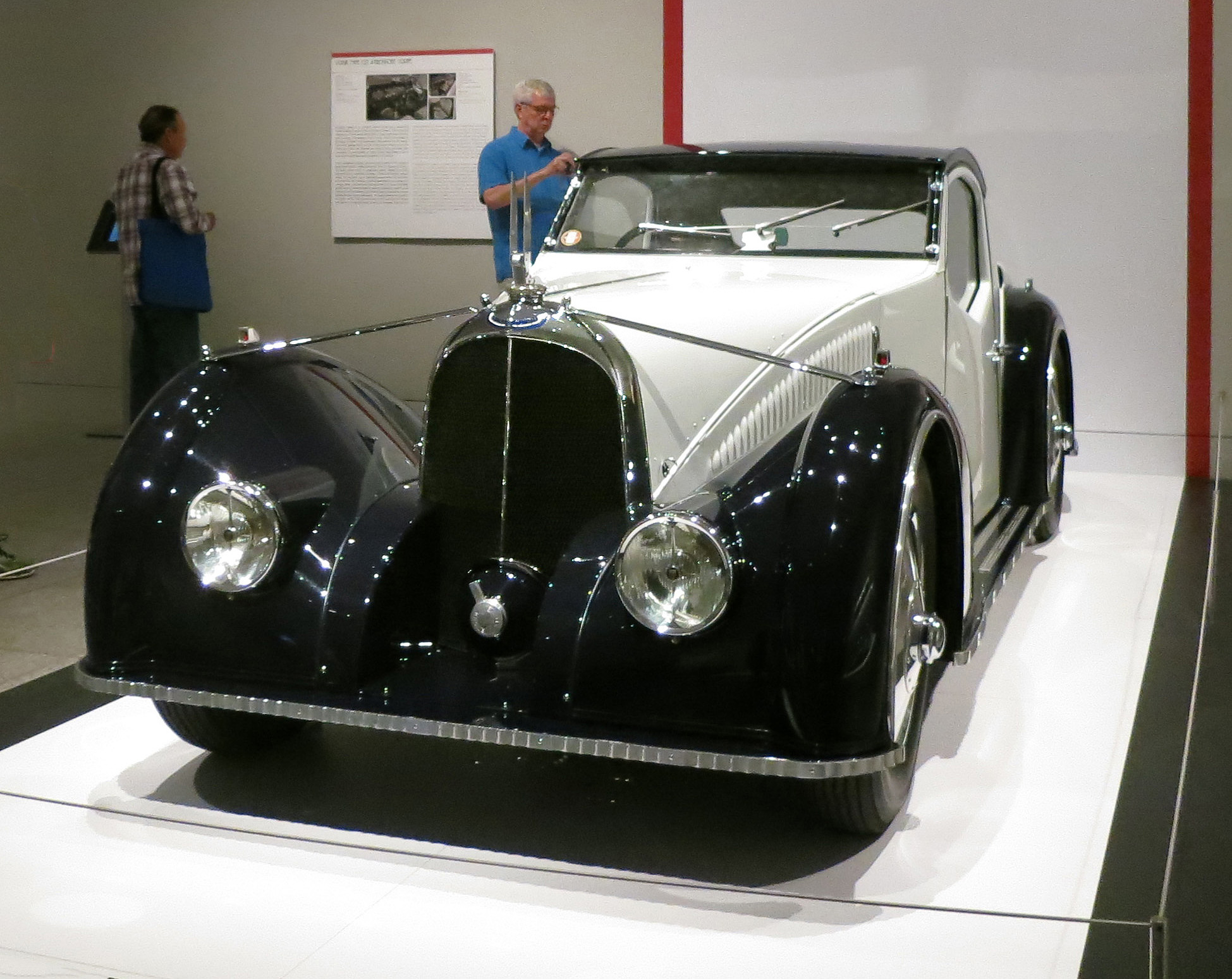
Voisin Type C27 Aérosport Coupé

Avions Voisin was een Franse fabrikant van luxe personenauto's uit Issy-les-Moulineaux, een industrievoorstad van Parijs.
Het merk werd in 1919 opgericht door Gabriel Voisin, een luchtvaartpionier die zijn ervaring in de luchtvaart wilde toepassen in de auto-industrie. De fabriek moest in 1936 de productie staken door financiële problemen.
De oprichter startte na de Tweede Wereldoorlog de productie van een kleine auto onder de naam Biscooter.

## Ontwikkelingen
Avions Voisin was op diverse gebieden een vooruitstrevende fabrikant. Zo paste Voisin schuivenmotoren toe en werden de carrosserieën gebouwd van aluminium, het materiaal dat in de vliegtuigindustrie populair werd.
Tegen de heersende mode in leverde Voisin vanaf 1926 ook geen kale chassis meer af, er werden alleen complete auto's afgeleverd.

## Sportieve resultaten
De schuivenmotor was van origine een ontwikkeling van het Amerikaanse Knight. Het systeem was betrekkelijk kostbaar om te bouwen, maar daarna was het probleemloos, zeker in vergelijking tot de traditionele zuigermotoren, waarvan vooral de zijkleppen aan slijtage onderhevig waren. Zuigermotoren werden in de tijd technisch steeds beter, terwijl de schuivenmotoren bleven zoals ze waren: trillingsarm en geruisloos, maar de prestaties bleven langzamerhand achter.
Tot aan het eind van de jaren 20 behaalde Voisin door de technische voorsprong van de schuivenmotoren flinke successen op sportief gebied. Hij vestigde met name heel veel wereldduurrecords: 1927-1929: 10 000 kilometer tegen gemiddeld 147 km/h, 30 000 km gemiddeld 133 km/h en ten slotte ook nog 50 000 kilometer gemiddeld 120 km/h (1930).

## Modellen
- 1919 C1
- 1919 C3
- 1924 C4
- 1926 C12 (4,5 liter cilinderinhoud)
- 1926 C16
- 1927 C7
- 1927 C11
- 1928 C15
- 1930 C20
- 1930 C25
- C27 Aérosport Coupé
- 1936 C30 (voorzien van een Graham motor)